# العلاج الكيميائي بجرعات عالية وزرع نخاع العظم
كان العلاج الكيميائي بجرعات عالية وزرع نخاع العظم (HDC / BMT)، وكذلك العلاج الكيميائي بجرعات عالية مع زرع نخاع العظم الذاتي (HDC / ABMT أو ABMT فقط)، نظامًا غير فعال لسرطان الثدي النقيلي، ولاحقًا سرطان الثدي عالي الخطورة، التي كانت تعتبر واعدة خلال الثمانينيات والتسعينيات. مع وجود فكرة عامة مفادها أن الأكثر هو الأفضل، تضمنت هذه العملية أخذ خلايا من نخاع عظام الشخص لتخزينها في المختبر، أعطيت جرعات عالية من أدوية العلاج الكيميائي التي تدمر نخاع العظم المتبقي، ثم حقنت الخلايا المأخوذة في وقت سابق. حدد هذا العلاج أنه ليس أكثر فعالية من العلاج الطبيعي، وأن له آثار جانبية أعلى بشكل ملحوظ، بما في ذلك الوفاة المرتبطة بالعلاج.
منذ بدء استخدامه في الثمانينيات وحتى معارضته في أواخر التسعينيات، حولت HDC / BMT الممارسة السريرية والتشريعات التي يحركها الناشطون بشأن تغطية التأمين الصحي وسياسة الصحة العامة وقادت فترة عقدين من ريادة الأعمال في علم الأورام. كما أدى إلى واحدة من أخطر حالات سوء السلوك البحثي في القرن العشرين.

## تاريخيًا
نشأت فكرة العلاج الكيميائي بجرعات عالية (HDC) مع زرع نخاع العظم الذاتي (ABMT) في الخمسينيات من القرن الماضي كعلاج لسرطان الدم، عندما أظهر كعلاج لسرطان الثدي المتقدم ابتداء من الثمانينيات.
كان للعلاج بجرعات عالية من العلاج الكيميائي بزراعة نخاع عظم ذاتيًا آثارًا جانبية خطيرة ودائمة وأحيانًا مميتة للمريض، بما في ذلك تسمم القلب، والإنتان، والفشل الرئوي، والسمية الكلوية، من بين أمور أخرى. تضمنت العواقب المزمنة للعلاج تطور اللوكيميا والأورام اللمفاوية وزيادة التعرض للعدوى بعد وقت قصير من الزرع. ذكرت التجارب السريرية العشوائية معدلات وفيات العلاج من 0% إلى 7% للنساء اللواتي تلقين علاج العلاج الكيميائي بجرعات عالية وزرع نخاع العظم، مقابل عدم وجود مثل هذه الوفيات ضمن المجموعات الضابطة التي تلقت نظام العلاج الكيميائي النموذجي.
في العلاج الكيميائي بجرعات عالية، استخدم زرع نخاع العظم لتعظيم جرعة العلاج الكيميائي. عن طريق حصاد وتجميد نخاع العظام، ثم زرع النخاع بعد العلاج الكيميائي بجرعات عالية، كان الأطباء قادرين نظريًا على اختراق حدود السمية أو ما يسمى السقف الأحمر. من أوائل المؤيدين لهذه التقنية جورج كانيلوس وإميل فراي من معهد دانا فاربر للسرطان، ووليام بيترز، الذين عينتهم فراي في المعهد عام 1982. أظهر هاورد سكيبر وفرانك شابل فعالية في نماذج الفئران لعلاج الجرعات الضخمة في عام 1983.
طور فراي وبيترز نظام برنامج النخاع الذاتي للورم الصلب (STAMP). لم يعتقد الباحثون في المعهد الوطني للسرطان (NCI) أن العلاج سيكون فعالًا وكانوا حذرين من عواقب هذا العلاج. على سبيل المثال، لاحظ جورج كانيلوس، أحد الأعضاء الأصليين في المعهد القومي للسرطان، أن أحد الآثار الجانبية طويلة المدى لأنظمة العلاج الكيميائي ذات الجرعات الكبيرة كان خلل التنسج النخاعي، وهي حالة تميل إلى التقدم إلى سرطان الدم. خلال المراحل المبكرة من تجربة STAMP السريرية، كان المرضى الأوائل هم أولئك الذين كانوا حالات ميؤوس منها - نساء مصابات بسرطان الثدي النقيلي المتقدم واللائي تلقين بالفعل ولم يستجبن للعلاجات الحالية. ومع ذلك، في منتصف التجربة تقريبًا، التحقت امرأة غير معالجة سابقًا مصابة بسرطان الثدي النقيلي في برنامج STAMP، وبدأ العديد من زملاء بيترز في الانتباه. كانت نتائج علاجها غير مسبوقة - تقلص ورمها ورواسب النقائل بشكل كبير. منذ ذلك الحين وحتى نهاية هذه التجربة السريرية الأولية، كان بيترز قد زرع وعالج المزيد من الحالات وحصل أيضًا على مغفرات كبيرة مماثلة لتلك الخاصة بهذه المرأة. ثم اعتقدوا أن STAMP أنتجت عمليات هدوء أكثر ديمومة من تلك التي تنتج عن العلاج الكيميائي التقليدي، ولذا غادر بيترز ليقيم تجربة سريرية عشوائية في جامعة ديوك.

بحلول ديسمبر 1984، أكملت 32 امرأة المرحلة الأولى من دراسة النظام، المصممة للتحقق من السلامة. شرع الباحثون في تجارب المرحلة الثانية، والتي أظهرت نتائج واعدة للغاية. ومع ذلك، فقط النساء اللواتي كن أكثر صحة واستجابت بشكل أفضل للعلاج الكيميائي التقليدي كانت مؤهلات لدراسات المرحلة الثانية. تم شرح مشكلة دراسات المرحلة الثانية على النحو التالي:
إذا كان لديك مئة مريض وقمت بإعطائهم علاجًا ينطبق على كل 100 مريض، وكان اثنان على قيد الحياة بعد 10 سنوات، فهذا معدل بقاء مطلق يبلغ 2%. إذا كان لديك 100 مريض ولديك علاج ينطبق على 20 من 100، و20% من هؤلاء العشرين ما زالوا على قيد الحياة بعد 10 سنوات، فهذا معدل بقاء مطلق 4% فقط، وليس معدل بقاء 20%.
- غابرييل إن هورتوباغي، دكتوراه في الطب، مجلة المعهد الوطني للسرطان، 5 يوليو 1995
هذا الانحياز في الاختيار يجعل العلاج يبدو أفضل، لأنه جرى اختيار المرشحين الذين كانوا سيحققون نتائج أفضل تحت أي ظرف. لإثارة هذه النقطة بشكل أكبر، أفاد هورتوباغي، باستخدام بيانات من جامعة تكساس. وجدت الأبحاث اللاحقة حول البروتوكولات المحتوية على دوكسوروبيسين لعلاج سرطان الثدي النقيلي، أن متوسط البقاء على قيد الحياة الخالي من التقدم (PFS) كان 16 و8 أشهر ومتوسط البقاء على قيد الحياة (OS) كان 30 و17 شهرًا، على التوالي للنساء اللائي استوفين معايير الأهلية مقابل أولئك الذين لم يفعلوا ذلك، عندما تلقى الجميع العلاج التقليدي.